# Lemurijské jezero
Lemurijské jezero (ukrajinsky Лемурійське озеро) čili Růžové jezero (ukrajinsky Рожеве озеро) je jezero v Ruskem od roku 2022 okupovaném Kachovském rajónu Chersonské oblasti Ukrajiny, nacházející se poblíž vesnic Hryhorivka a Novovolodymyrivka u západní části Syvašského zálivu. Má velmi slanou a růžově zabarvenou vodu, koupel v něm je považována za léčivou. Slanost vody dosahuje 270 až 300 gramů soli na litr.
Jezero podle jedné z verzí vzniklo na místě havárie sovětského bombardéru 26. srpna 1969. Vyšetřovatelé při sběru trosek letadla prohloubili jámu až na 18 metrů, na úroveň vodonosných vrstev. Místo pak zaplnila voda, která byla mnohem slanější než v zálivu. Obyvatelé okolních vesnic místo nazývali Jáma (Яма) a často se tam chodili koupat. Postupem času se začaly šířit příběhy o léčivých vlastnostech tamní slané vody a kolem jezera se začala rozvíjet turistika. Jezero pak dostalo název podle bájného kontinentu Lemurie, který mu dali příznivci esoterických myšlenek Heleny Blavatské.
Růžovou barvu vody působí jednobuněčné řasy Dunaliella, které vlivem slunce produkují přírodní barvivo betakaroten. Čím je léto teplejší, tím více vody se z jezera odpařuje a barva je sytější. Jak voda opadá, zanechává na břehu tuny bílého slaného „písku“. Na některých místech se srážejí krystaly soli, které tvoří jakési stalagmity. Sněhobílé pobřeží a růžové jezero působí nezapomenutelným dojmem a proměňují tuto část Chersonské oblasti v jeden z nejmalebnějších a nejtajemnějších koutů Ukrajiny. Bahno z jezera bylo v roce 2005 certifikováno jako léčivý a kosmetický přípravek.